# San José el Porvenir, Oaxaca
San José el Porvenir är en ort i Mexiko.   Den ligger i kommunen Santa Lucía Monteverde och delstaten Oaxaca, i den sydöstra delen av landet, 300 km sydost om huvudstaden Mexico City. San José el Porvenir ligger 1 295 meter över havet och antalet invånare är 351.
Terrängen runt San José el Porvenir är varierad. Runt San José el Porvenir är det ganska glesbefolkat, med 27 invånare per kvadratkilometer. Närmaste större samhälle är Santa Cruz Itundujia, 10,1 km sydost om San José el Porvenir. I omgivningarna runt San José el Porvenir växer i huvudsak blandskog.